# Заки, Мухаммед Салех
Мухаммед Салех Заки (анг. Muhammad Saleh al-Zaki; (1888, Багдад — 1974) — иракский художник-пейзажист. Сторонник академического направления. По образованию военный. Подобно Абдул Кадир Аль-Рассаму сочетал военную службу и занятия живописью. Некоторое время занимался живописью в Стамбульской академии художеств. Испытал влияние турецких художников. В 1938—1939 годах, желая познакомится с современным европейским искусством, совершил поездку по странам Западной Европы. В 1959 и 1971 годах был участником выставок произведений художников Ирака в СССР. Создал значительное количество пейзажей. Среди них: «Река Тигр», Пасущееся стадо", «Закат», «Вид Курдистана».